# Planinsko društvo Tolmin
Planinsko društvo Tolmin je planinsko društvo, ki je bilo ustanovljeno leta 1896 v Tolminu.

## Odlikovanja in nagrade
Leta 1996 je društvo prejelo srebrni častni znak svobode Republike Slovenije z naslednjo utemeljitvijo: »ob stoletnici za prizadevno planinsko domoljubno dejavnost, še posebej za ohranjanje slovenstva naših gora«.